# Cordillera de Bismarck
La cordillera de Bismarck  es una cadena montañosa en las tierras altas centrales de Papúa Nueva Guinea. La cordillera lleva el nombre del canciller alemán Otto von Bismarck. Desde la década de 1880 hasta 1914 esta parte de la isla era una colonia alemana.
El punto más alto es el monte Wilhelm de 4.509 m. Sobre los 3.400 metros, el paisaje es alpino, con la presencia de tundra, a pesar del clima tropical. El río Ramu tiene su fuente en la cordillera.